# Парафиевский поселковый совет (Ичнянский район)
Парафиевский поселковый совет (укр. Парафіївська селищна рада) — входит в состав
Ичнянского района
Черниговской области
Украины.
Административный центр поселкового совета находится в 
пгт Парафиевка
.

## История
- 1963 — дата образования.

## Населённые пункты совета
- пгт Парафиевка
- пос. Луговое
- пос. Софиевка

## Ликвидированные населённые пункты совета
- с. Василевка